# Allium regelianum
Espèce
Classification APG III (2009)
Allium regelianum est une espèce de plantes à fleurs du genre Allium de la famille des Amaryllidacées endémique en Russie.
Il est rare et pousse dans les semi-déserts ainsi que dans les prairies où il s’assèche en été. L’espèce tolère une gamme d’habitats et de types de sols, même les sols salins.
Il a pour  synonymes :
- Allium ampeloprasum var. regelianum (A.K.Becker) Nyman
- Allium scythicum Zoz

## Description
C'est une plante vivace qui atteint environ 30-60 cm de haut avec 3-4 feuilles semi-cylindriques étroites.  Il fleurit vers la fin juin à juillet. 

## Historique
La plante a été collectée pour la première fois par le botaniste Alexander Becker (1818-1901) dans un quartier de ce qui est maintenant Volgograd (anciennement Krasnoarmeosk), en Russie. L’espèce a été décrite pour la première fois dans une flore en 1929 (Flora Jugo-Vostoka Evropeiskoi chasti SSSR 3:355-6). Il a été nommé d’après E.L. Regel, un directeur du jardin botanique de Saint-Pétersbourg qui a publié dans Botanic Gardens Conservation International (BGCI) un article informatif sur l’espèce intitulée Allium regelianumA. Beck. - une espèce rare endémique.